# Il Gattopardo (TV serie)
O Leopardo (Il gattopardo) é uma série de televisão italiana produzida pelo serviço de vídeo sob demanda Netflix, com lançamento previsto para 2025. Trata-se de uma nova adaptação do clássico romance homônimo de Giuseppe Tomasi di Lampedusa, publicado em 1958. Dirigido por Tom Shankland com a colaboração de Laura Luchetti e Giuseppe Capotondi, é a segunda adaptação após o filme de Luchino Visconti de 1963 com  Burt Lancaster, Claudia Cardinale, Alain Delon e Mario Girotti (Terence Hill) entre outros.

## Sinopse
A história do Príncipe de Salina e de sua família na Sicília do século XIX, que vive grandes transformações sociais e históricas.

## Distribuição
- Deva Cassel – Angélica Sedara
- Kim Rossi Stuart – Don Fabrizio Corbera, Príncipe de Salina
- Saul Nanni – Tancredi Falconeri
- Benedetta Porcaroli – Concetta Corbera
- Paolo Calabresi – Padre Pirrone
- Francesco Colella – Calogro Sedara
- Corrado Invernizzi – Cavalheiro
- Astrid Meloni – Maria Stella
- Greta Esposito – Chiara

## Episódios
O Leopardo acontecerá ao longo de 6 episódios de 60 minutos cada.

## Produção
O produtor da série é Fabrizio Donvito, da Indiana Production em parceria com a Moonage Pictures. O roteiro foi escrito por Richard Worlow e Benji Walters, com Tom Shankland atuando como diretor principal, ao lado de Giuseppe Capotondi e Laura Luchetti. A música da série é de Paolo Buonvino.

### Filmagem
As filmagens principais começaram em abril de 2023. As filmagens duraram 105 dias e exigiram o uso de 5.000 figurantes; 130 carruagens, carroças e barcos; 100 animais; e 12 treinadores de animais.
A série foi gravada em locações na Sicília, com locais de filmagem específicos incluindo Palermo, Catânia e Siracusa. Em Palermo, as filmagens ocorreram no Palazzo Comitini, Quattro Canti, Palazzo delle Aquile e Villa Valguarnera. Em Catânia e arredores, as filmagens ocorreram no Palazzo Biscari e nas ravinas de Cannizzola. Em Siracusa e arredores, as filmagens ocorreram no Palazzo Beneventano del Bosco e Santa Lucìa alla Badìa, ambos na ilha de Ortígia. O designer de produção Dimitri Capuani afirmou que a equipe evitou especificamente os locais usados na adaptação cinematográfica de 1963 para diferenciar a série do filme.
A série também foi gravada em Turim, especificamente no Museu do Risorgimento, Palácio Carignano, Piazza Carignano, Parco del Valentino, Piazza Palazzo di Città, Palazzo Birago di Borgaro, Palazzo Cisterna, Palazzo Civico, Parco ai Caduti dei Lager Nazisti e Via Carlo Alberto. Os interiores também foram filmados na Villa Parisi em Roma.

### Fundição

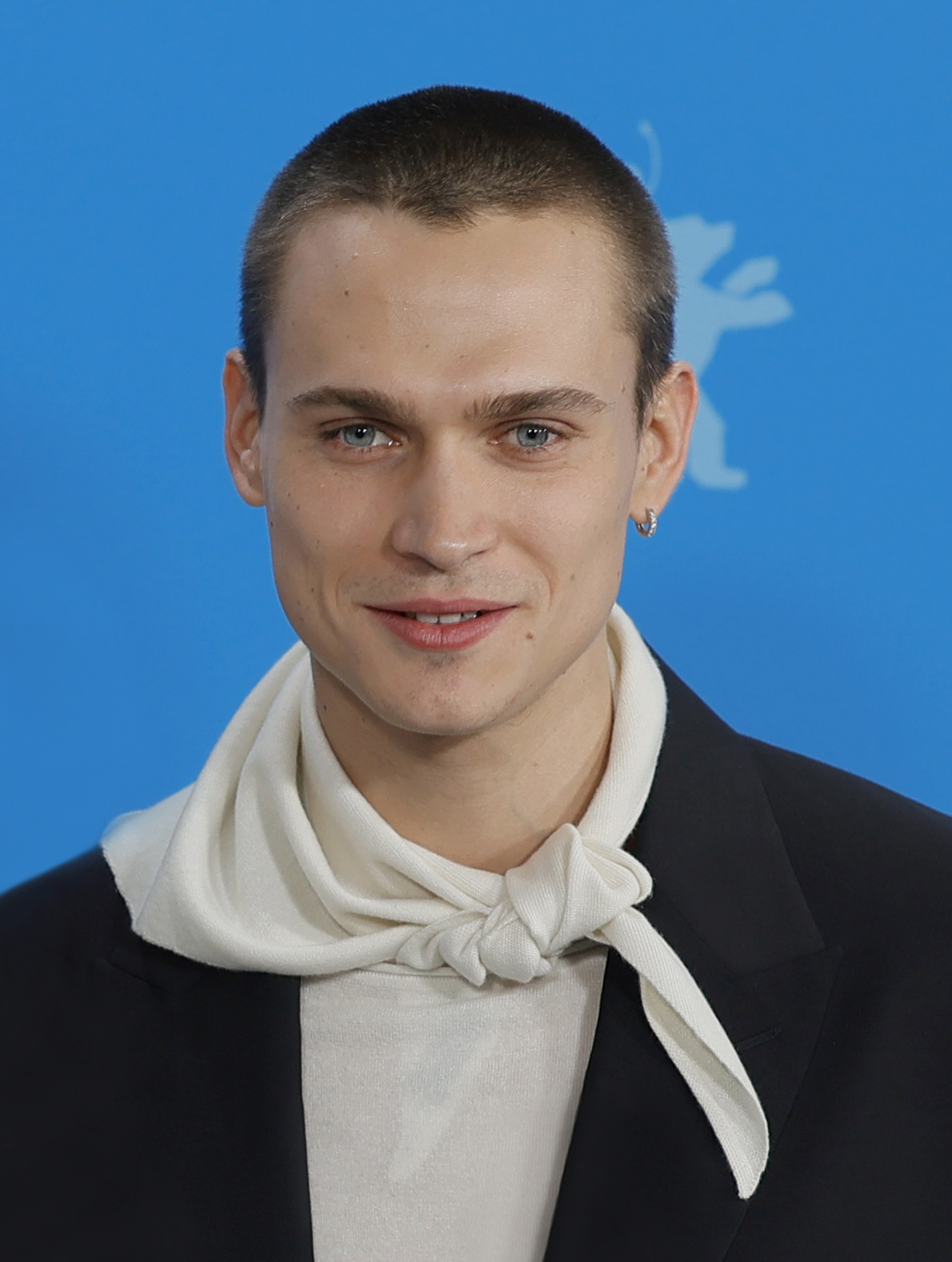
Saul Nanni - 2024

Saul Nanni retoma na série O Leopardo o papel de Tancredi Falconeri, anteriormente interpretado por Alain Delon em 1963. O ator afirma sentir-se honrado em interpretar um personagem tão emblemático e em poder seguir os passos de um ator tão incrível como Delon, sem temer ser confrontado com essa ícone. Para se preparar para o papel de Tancredi, releu o romance de Giuseppe Tomasi di Lampedusa e revisitou o filme de Visconti, tentando compreender os meandros da dinâmica familiar e social da aristocracia siciliana da década de 1860.
Deva Cassel assume o papel de Angelica Sedara, interpretada por Claudia Cardinale em 1963. Ela preferiu se preparar para seu papel concentrando-se na visão atual dos diretores em vez de se inspirar em Cardinale.

## Links externos
- Il Gattopardo na Netflix
- Il Gattopardo. no IMDb.